# 猫咪不跳舞
《猫咪不跳舞》（英語：Cats Don't Dance）是一部於1997年上映的美國動畫歌舞喜劇電影。由馬克·丁道執導和編劇，透納娛樂公司和华纳兄弟动画公司製作，华纳兄弟影业發行。主要配音員包括史考特·巴庫拉、杰斯米·盖、艾什丽·佩顿、凱西·納吉米、约翰·里斯-戴维斯、唐·諾慈、賀爾·賀爾布魯克、貝蒂·羅·格爾森、雷內·奧柏戎諾瓦、喬治·甘迺迪和弗兰克·维尔克。

## 劇情
丹尼（Danny）梦想着成为一个歌手和舞蹈家已有很长时间了。 猫收拾行囊，离开无聊的省。 但是，除了出色的主角之外，他只是获得额外的出场机会。 这让他很讨厌。 他下定了决心，在梦工厂里继续他的事业，不会让强大的电影女主角达拉·达普里（Darla Dimple）搞砸他的巡回演出...

## 評價
電影的評價以正面居多。爛番茄基於23條評論，新鮮度74%，平均評分6.6／10。

## 外部連結
- 互联网电影数据库（IMDb）上《猫咪不跳舞》的资料（英文）
- 大卡通資料庫上《猫咪不跳舞》的資料（英文）

- AllMovie上《猫咪不跳舞》的资料（英文）
- Box Office Mojo上《猫咪不跳舞》的資料（英文）
- 爛番茄上《猫咪不跳舞》的資料（英文）
- 豆瓣电影上《猫咪不跳舞》的資料 （简体中文）